# Янаул (Кугарчинский район)
Янау́л (баш. МФА: Яңауыло файле) — село в Кугарчинском районе Республики Башкортостан Российской Федерации. Входит в состав Исимовского сельсовета.

## География

### Географическое положение
Расстояние до:
- районного центра (Мраково): 19 км,
- центра сельсовета (Исимово): 10 км,
- ближайшей ж/д станции (Мелеуз): 84 км.

## Население
| 2002 | 2009 | 2010 |
| ---- | ---- | ---- |
| 300  | ↘260 | ↘241 |

Национальный состав
Согласно переписи 2002 года, преобладающая национальность — башкиры (75 %).